# Абумов, Юрий Юрьевич
Юрий Юрьевич Абумов — российский журналист. Заслуженный журналист Российской Федерации (2020).

## Биография
В журналистику пришёл в 1985 году, после окончания журфака Иркутского государственного университета.
С 1985 года — литсотрудник газеты «Хакасский труженик» Аскизского района. С 1992 года — заведующий отделом сельского хозяйства, в 1995 году — главный редактор газеты «Хакасский труженик».
В газете «Хакасия» с 1995 года — корреспондент, редактор отдела экономики. В 2005—2009 годы работал пресс-секретарём Арбитражного суда Республики Хакасия. С 2009 года — заведующий отделом сельского хозяйства газеты «Хакасия». С 2011 года — заместитель главного редактора газеты «Хакасия».
Автор книги «Хакасия: мы идём уникальными тропами» (2012).
Имя Юрия Абумова в числе победителей всероссийского конкурса «Золотой гонг-2012» в номинации «За мужество и принципиальность в отстаивании позиции», а также IX конкурса «Сибирь — территория надежд» в номинации «Сельский меридиан».
Заслуженный работник культуры Республики Хакасия (2018), Почётный знак Союза журналистов России «За заслуги перед профессиональным сообществом» (2018).